# Mordecai Cubitt Cooke
Pour les articles homonymes, voir Cooke.
Mordecai Cubitt Cooke est un botaniste britannique, né le 12 juillet 1825 à Horning et mort le 12 novembre 1914.

## Biographie
Il devient apprenti chez un marchand de tissu avant de devenir clerc chez un notaire. Il enseigne l’histoire naturelle au muséum de l’Inde de 1860 à 1880 avant de venir travailler aux Jardins botaniques royaux de Kew. Il reçoit la médaille Victoria de l'honneur attribuée par la Royal Horticultural Society et la médaille linnéenne en 1903.
Il obtient plusieurs diplômes honorifiques : un Master of Arts à l’université St Lawrence en 1870, un Master of Arts à Yale en 1873 et un Doctorat of Laws à l’université de New York.
Cooke participe à la publication, aux côtés d’Edward Step (1855-1931), d’Hardwicke's science-gossip : an illustrated medium of interchange and gossip for students and lovers of nature de 1865 à 1893. Cooke dirige aussi, Grevillea, a monthly record of cryptogamic botany and its literature de 1872 à 1894, revue consacrée aux champignons. 

## Œuvres
- The Seven Sisters of Sleep. Popular history of the seven prevailing narcotics of the world (James Blackwood, Londres, 1860).
- A Manual of Structural Botany: for the use of classes, schools, & private students... With upwards of 200 illustrations by Ruffle (Robert Hardwicke, Londres, 1861, réédité en 1877)
- A Manual of Botanic Terms... With illustrations (Robert Hardwicke, Londres, 1862, réédité en 1873).
- A Plain and Easy Account of British Fungi: with descriptions of the esculent and poisonous species... With twenty-four coloured plates (Robert Hardwicke, Londres, 1862, réédité en 1866, en 1876, cinquième édition, révisée en 1884, sixième édition, révisée en 1898).
- Index Fungorum Britannicorum. A complete list of fungi found in the British Islands to the present date, etc. (Robert Hardwicke, Londres, 1863).
- Our Reptiles. A plain and easy account of the lizards, snakes, newts, toads, frogs, and tortoises indigenous to Great Britain. With original figures of every species, and numerous woodcuts (Robert Hardwicke, Londres, 1865, révisé et réédité en 1893 chez W.H. Allen & Co., Londres).
- Rust, smut, mildew, & mould. An introduction to the study of microscopic fungi ... With nearly 300 figures by J. E. Sowerby (Robert Hardwicke, Londres, 1865, réédité en 1870, quatrième réédition, revue et augmentée, en 1878, réédité en 1886).
- A Fern Book for Everybody. Containing all the British ferns. With the foreign species suitable for a fernery (Robert Hardwicke, Londres, 1867).
- One Thousand Objects for the Microscope, etc. (Robert Hardwicke, Londres, 1869, réédité en 1895 et en 1900 chez Frederickk Warne & Co., Londres et New York).
- Handbook of British Fungi, with full descriptions of all the species and illustrations of the genera (deux volumes, Macmillan & Co., Londres & New York, 1871, révisé et augmenté en 1883).
- Report on the Gums, Resins, Oleo-Resins, and Resinous Products in the India Museum, or produced in India. Prepared under the direction of the Reporter on the Products of India (Londres, 1874).
- Fungi: their nature, influence, and uses (Londres, 1875, troisième édition en 1883, cinquième édition en 1894, réédité en 1920 chez K. Paul).
- Les champignons, Paris, Germer Baillière, coll. «Bibliothèque scientifique internationale», 1875
- Report on the Oil Seeds and Oils in the India Museum, or produced in India. Prepared under the direction of the Reporter on the Products of India (Londres, 1876).
- Traduction de l’ouvrage en polonais de Józef Thomasz Rostafińsky (1850-1928), Contributions to Mycologia Britannica. The Myxomycetes of Great Britain. Arranged according to the method of Rostafinski (Lewes, Londres, 1877).
- Avec Lucien Quélet (1832-1899), Clavis synoptica Hymenoymcetum Europaeorum / Conjunctis studiis scripserunt (Hardwicke & Bogue, Londres, 1878).
- The Woodlands (Society for Promoting Christian Knowledge, Londres, 1879).
- Mycographia, seu Icones fungorum. Figures of fungi from all parts of the world, drawn and illustrated by M. C. Cooke (Williamsz & Norgate, Londres, 1875 à 1879).
- Ponds and Ditches (Society for Promoting Christian Knowledge, Londres, 1880).
- Freaks and Marvels of Plant Life; or, Curiosities of vegetation (Society for Promoting Christian Knowledge, Londres, 1881).
- Illustrations of British Fungi... To serve as an atlas to the “Handbook of British Fungi” (huit volumes, Williams & Norgate, Londres, 1881 à 1891).
- British Fresh-Water Algæ. Exclusive of Desmidieæ and Diatomaceæ, etc. (deux volumes, Williams & Norgate, Londres, 1882-1884).
- British Desmids. A supplement to British Fresh-Water Algæ, etc. (Williams & Norgate, Londres, 1887).
- Toilers in the Sea. A study of marine life (Society for Promoting Christian Knowledge, Londres, 1889).
- Introduction to Fresh-Water Algæ with an enumeration of all the British species ... With thirteen plates, etc. (Londres, 1890).
- British Edible Fungi: how to distinguish and how to cook them, etc. (Kegan Paul, Trench, Trübner & Co., Londres, 1891).
- Vegetable Wasps and Plant Worms. A popular history of entomogeneous fungi or fungi parasitic upon insects... With... illustrations (Society for Promoting Christian Knowledge, Londres, 1892).
- Romance of Low Life amongst Plants. Facts and phenomena of cryptogamic vegetation (Society for Promoting Christian Knowledge, Londres, 1893).
- Handbook of British Hepaticae, etc. (W. H. Allen & Co., Londres, 1894).
- Edible and Poisonous Mushrooms (Society for Promoting Christian Knowledge, Londres, 1894, réédité en 1902).
- Down the Lane and back, in search of wild flowers. By Uncle Matt (T. Nelson & Sons, Londres, 1895).
- Through the Copse. Another ramble after flowers with Uncle Matt (T. Nelson & Sons, Londres, 1895).
- Around a Cornfield, in a ramble after wild flowers. By Uncle Matt (T. Nelson & Sons, Londres, 1895).
- Across the Common, after wild flowers. By Uncle Matt (T. Nelson & Sons, Londres, 1895).
- A Stroll on a Marsh, in search of wild flowers. By Uncle Matt (T. Nelson & Sons, Londres, 1895).
- Introduction to the Study of Fungi: their organography, classification, and distribution. For the use of collectors (Adam & Charles Black, Londres, 1895).
- Object-Lesson Handbooks to accompany the Royal Portfolio of Pictures and Diagrams (T. Nelson & Sons, Londres, 1897-1898).
- Introduction to fresh water algae (K. Paul, 1902).
- Fungoid Pests of Cultivated Plants (Spottiswoode & Co., Londres, 1906).

## Sources
- Mary P. English (1987), Mordecai Cubitt Cooke : Victorian naturalist, mycologist, teacher & eccentric. Biopress (Bristol).  (ISBN 0948737026)